# Ptichodis basilans
Ptichodis basilans är en fjärilsart som beskrevs av Achille Guenée 1852. Ptichodis basilans ingår i släktet Ptichodis och familjen nattflyn. Inga underarter finns listade.